# رضوان اليعقوبي
رضوان اليعقوبي (مواليد 25 يناير 1996) لاعب كرة قدم هولندي من أصل مغربي، يشغل مركز ظهير أيمن في نادي إكسلسيور بالدوري الهولندي.

## مسيرته
لعب اليعقوبي في أكاديمية الشباب في نادي إلينكويك ‏. في عام 2015، انضم إلى نادي في في دي ميرن ‏، وشارك معه في الدرجة الثالثة الهولندي. في مايو 2017، بعد أن قرر مبدئيًا الانتقال إلى دي في إس 33 ‏، اختار اليعقوبي التوقيع لنادي أوترخت بقيادة المدرب إيرك تين هاغ. ظهر لأول مرة في الدرجة الثانية الهولندي مع يونج إف سي أوتريخت في 25 أغسطس 2017 في مباراة ضد نادي دوردريخت.
بعد ست مباريات للفريق الرديف في دوري الدرجة الثانية، وقع اليعقوبي أول عقد احترافي له مع نادي أوترخت، في صفقة لمدة عامين ونصف مع خيار لموسم إضافي. في يوليو 2019، وقع مع نادي تلستار ‏ لمدة عامين.
في 6 أبريل 2021، وقع اليعقوبي عقدًا لمدة عامين مع نادي إكسلسيور مع خيار لموسم إضافي.

## الحياة الشخصية
ولد اليعقوبي في هولندا، وهو من أصل مغربي.

## روابط خارجية
- رضوان اليعقوبي على موقع قاعدة بيانات كرة القدم.إي يو (الإنجليزية)
- رضوان اليعقوبي على موقع Soccerway.com (الإنجليزية)